# Flugunfall einer Vickers Viscount der Air Canada bei Sept-Îles
Der Flugunfall einer Vickers Viscount der Air Canada bei Sept-Îles ereignete sich am 7. April 1969. An diesem Tag kam es kurz nach dem Start einer Vickers 757 Viscount der Air Canada (CF-THK) vom Flughafen Sept-Îles zu einem Brand im Fahrwerksschacht, woraufhin die Piloten umkehren und die Maschine notlanden mussten. Bei der Evakuierung wurde eine Passagierin getötet.

## Maschine
Bei der verunglückten Maschine handelte es sich um eine Vickers 757 Viscount, die im September 1955 durch die Trans-Canada Air Lines (TCA) bestellt wurde. Das Flugzeug gehörte zur dritten Charge von Flugzeugen des Typs Vickers 757 Viscount, nachdem zuvor im November 1952 bereits 15 Maschinen des Typs 724 Viscount und von August 1954 bis April 1955 weitere 21 Exemplare der 757-Viscount bestellt worden waren. Die dritte 757-Charge bestand aus elf Maschinen. Die Maschine war die 13. des Typs 757, die durch Vickers für die Trans-Canada Airlines gebaut wurde. Bis Mai 1957 hatte die Fluggesellschaft insgesamt 36 Maschinen vom Typ 757 Viscount bestellt. Das viermotorige Mittelstreckenflugzeug mit der Seriennummer 271, der Produktionsnummer F13/757 und der Verkaufsnummer F13/76B war mit vier Turboproptriebwerken des Typs Rolls-Royce Dart 506 ausgestattet. Nach ihrer Endmontage startete die Maschine am 28. März 1957 zu ihrem Erstflug am Flughafen Bournemouth-Hurn, Hampshire, England. Die Maschine wurde am 3. Juni 1956 an die TCA ausgeliefert und erhielt bei dieser das Luftfahrzeugkennzeichen CF-THK und die Flottennummer 629. Die Auslieferung der Maschine erfolgte im Rohzustand ohne Bestuhlung. In Kanada wurden Kabinensitze eines US-amerikanischen Herstellers eingebaut. Entgegen der werksmäßigen Bestuhlung wurden 44 statt 48 Sitze eingebaut, sodass die Passagiere eine größere Beinfreiheit hatten. Dieses Attribut wurde durch die Fluggesellschaft stark beworben, was zu einer hohen Auslastung der Maschinen führte, die auf den meisten Routen 18-sitzige Maschinen des Typs Douglas DC-3 ersetzten. Am 10. Juli 1957 kündigte die TCA an, dass alle Maschinen bei ihrer nächsten großen Wartung eine neue Bemalung erhalten sollten, bei der der obere Rumpfteil weiß lackiert werden sollte. Eine entsprechende Bemalung erhielt auch die betroffene Maschine. Mit der Umfirmierung der Trans-Canada Air Lines in Air Canada ging die Maschine zum 1. Juni 1964 in die Flotte dieser Fluggesellschaft über. Es dauerte Jahre, bis alle Maschinen eine Bemalung der Air Canada erhielten und so wurde auch die betroffene Maschine am 30. Januar 1965 noch mit einer Bemalung unter dem alten Namen gesichtet. Zum Zeitpunkt des Unfalls hatte die Maschine eine Gesamtbetriebsleistung von 26.975 Betriebsstunden, auf die 26.579 Starts und Landungen entfielen.

## Passagiere und Besatzung
Den Flug von Sept-Îles nach Montreal hatten 17 Passagiere angetreten. An Bord der Maschine befand sich eine vierköpfige Besatzung, bestehend aus einem Flugkapitän, einem Ersten Offizier und zwei Flugbegleiterinnen.

## Unfallhergang
Kurz nach dem Start vom Flughafen Sept-Îles erhielt die Besatzung während des Anfangssteigfluges eine Brandwarnmeldung von Triebwerk Nr. 2 (links innen). Der Brand war ursprünglich vom linken Hauptfahrwerksschacht ausgegangen, was den Piloten zu diesem Zeitpunkt jedoch nicht bewusst war. Die Besatzung kontaktierte die Flugsicherung und erhielt die Freigabe für eine Notlandung. Nach dem Aufsetzen leitete die Besatzung eine Notbremsung ein. Die Piloten mussten feststellen, dass das Triebwerk Nr. 1 sich nicht abstellen ließ. Aufgrund des Brandes versagten zudem die Bremsen des linken Hauptfahrwerks. Die Maschine ließ sich nicht stoppen und fuhr rechtsherum im Kreis, musste aufgrund des Brandes jedoch dringend evakuiert werden. Die Insassen sprangen durch die Notausgänge von der Maschine ab. Eine Frau stürzte beim Absprung, wurde von der Maschine überrollt und getötet. Sie blieb das einzige Todesopfer des Zwischenfalls.

## Ursache
Als Unfallursache wurde eine Überhitzung des Starterwählrelais beim Starten der Triebwerke Nr. 1 und 2 vermutet. Das Relais hätte einen in seiner Nähe liegenden Kabelbaum entzündet, wodurch ein sich immer weiter ausweitender Brand entstanden sei. Aufgrund der erheblichen Brandschäden konnten jedoch keine physischen Beweise für dieses Szenario gefunden werden.